# أولابيريا
بلدية أولابيريا (بالإسبانية: Olaberría) هي بلدية تقع في مقاطعة غيبوثكوا التابعة لمنطقة إقليم الباسك شمال إسبانيا.

## الديموغرافيا
بلغ عدد سكان بلدية أولابيريا 937 نسمة عام 2011 (وفقاً للمعهد الوطني للإحصاء الإسباني).
| 1.010 | 958 | 919 | 918 | 936 | 968 | 937 |

## أعلام
- تشيكي بيغريستين